# Munición

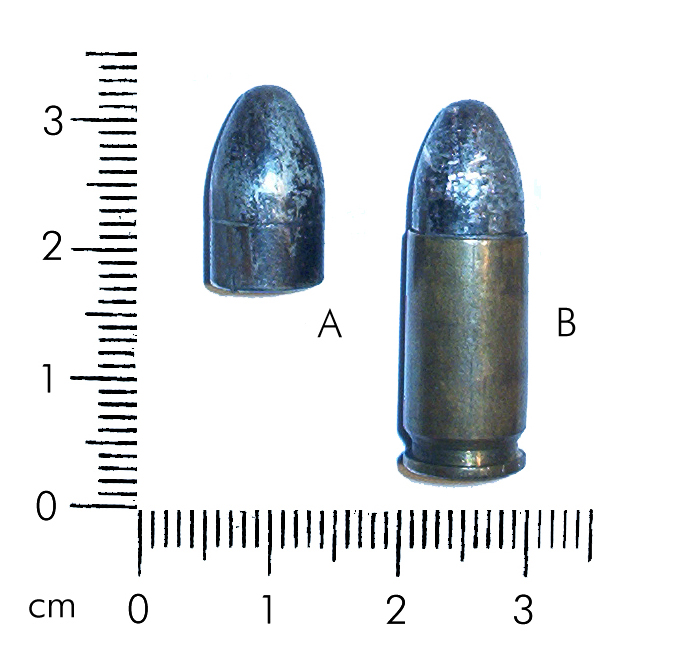
Bala de 9 mm.

La munición es un objeto sólido a manera de proyectil el cual es acelerado rectilineamente mediante la concentración de energía química que al ser liberada impulsa mecánicamente dicho objeto, siendo rectificado a través de un tubo sólido, con el fin de provocar una lesión o daño deliberado en el o los objetos que se encuentren en la trayectoria recta predispuesta. 
También se le llama así al conjunto de dichos proyectiles usados en armas de fuego. Esto abarca desde las balas de fusil y pistola hasta los perdigones de un cartucho, y los proyectiles de cañones y morteros.

## Desarrollo de la munición
La pólvora es la materia común para impulsar los proyectiles. En la época de los mosquetes y arcabuces, se les introducía la pólvora y la bala en sus cañones; la pólvora debía comprimirse con una baqueta que también se usaba para colocar el taco de papel, y para provocar el disparo se encendía una mecha que tenía el arma. En estas antiguas armas era muy prolongado el tiempo para introducir la munición y el tiempo para dispararla.
En el siglo XVII se inventa el fusil, que no utiliza mecha, sino la llave de pedernal para hacer instantáneo el disparo, y en 1830 esa llave fue sustituida por la llave de percusión, que hizo realizable el disparo al mismo instante de oprimir el disparador. En esa misma época, se hicieron otros avances en los fusiles para lograr mayor alcance mortal y estabilidad en el disparo (véase rayado de ánima).
En la década de 1840 se inventa el fusil de cartucho, que acortó el tiempo para cargar la munición y permitió usar asimismo el fusil en diferentes posiciones. Los cartuchos eran originalmente envueltas de cartón o tela encerada, que contenían una pequeña cantidad de pólvora (llamada carga de propulsión) y también la bala dentro; algunos se rasgaban al insertarse el cartucho en el fusil. Posteriormente se inventaron cartuchos que ya incluían el cebo, haciendo más breve el tiempo para cargar la munición.
Posteriormente, los cartuchos estaban constituidos como en la actualidad por un cilindro metálico (llamado vaina o casquillo) que contenía la carga dentro, el cebo (ahora llamado cápsula fulminante) en el centro del culote (base de la vaina) y un extremo de la bala embutido en la boca de la vaina.
Los revestimientos y aleaciones de balas comenzaron en la década de 1830 para evitar la deformación de la bala, que provocaba inestabilidad en su trayectoria. La primera aleación fue la de bismuto con plomo, y el primer revestimiento fue el cobre sobre el plomo.

## Munición para armas ligeras

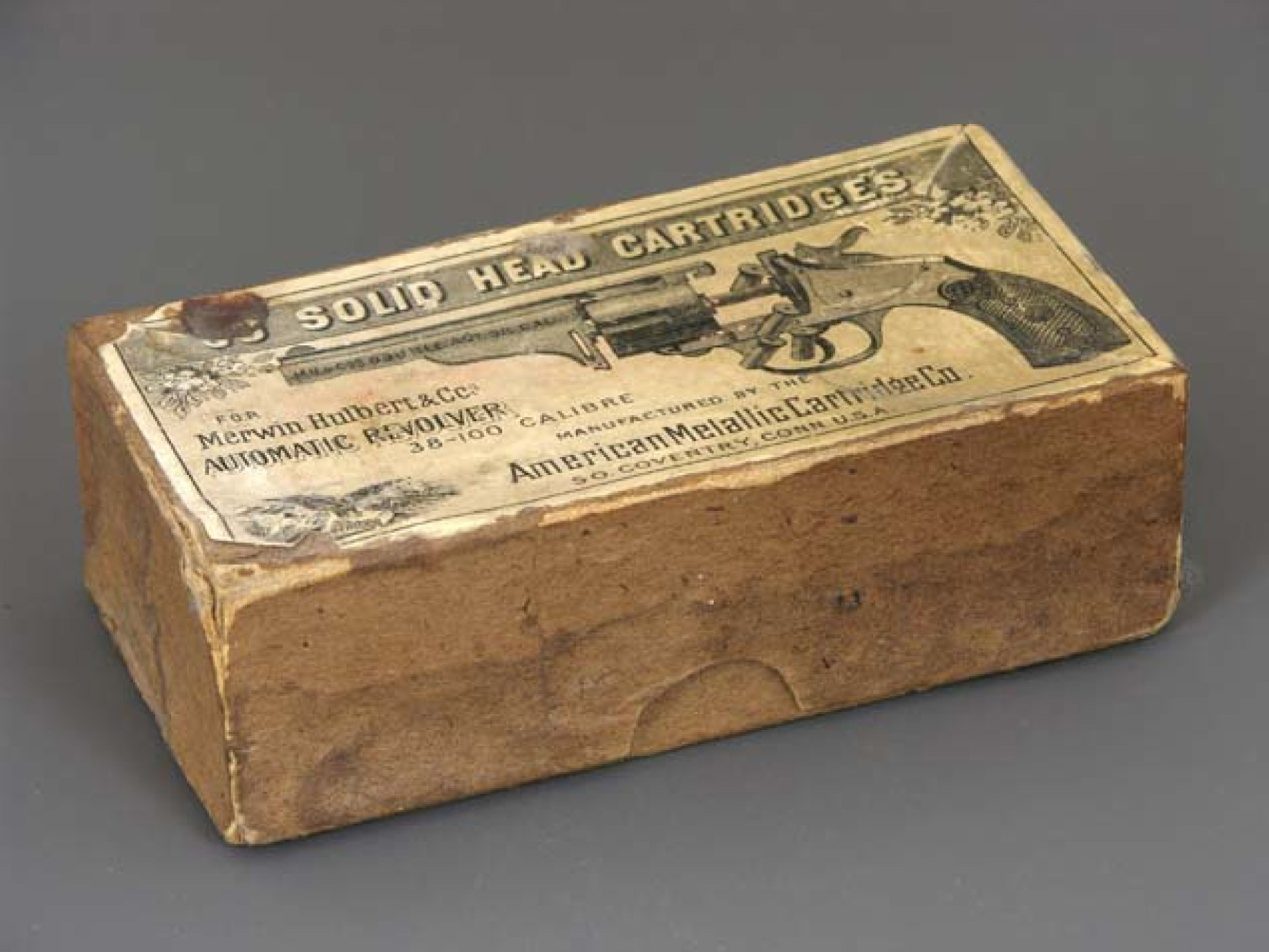
Caja para municiones de primera mitad de, de la colección del Museo del Objeto.

Los calibres de este tipo de munición se expresan en pulgadas; Para armas portátiles en realidad en centésimas o milésimas de pulgada a la derecha del punto (que para un europeo expresaría un "0,.." al estilo anglosajón, como el calibre 44 (o.44); es decir, 0,44 pulgadas; o en milímetros, cuando se sigue la tradición europea (9 mm, 7,62 mm) referidos al diámetro del proyectil que es lanzado por la munición ("bala"). Como existen diferentes versiones de un mismo calibre, a veces nos encontramos con diferentes nomenclaturas. El calibre .30 es muy popular en uso militar y caza y tiene varias versiones: .30-06,.30-30. En este caso, los guiones denotan el año de invención (1906) o el peso de la bala en el cartucho: 30 grains. Otro estilo para señalar diferentes versiones es indicar el calibre y el fabricante o creador del mismo:.44 Smith & Wesson,.338 Winchester Magnum,.44 Remington Magnum,.375 Holland & Holland. En calibres europeos se indica el ancho del proyectil por el largo del cartucho en milímetros: 9×17 mm o 9×19 mm, por ejemplo.
Los calibres para escopeta emplean un sistema totalmente distinto. Cuando se dice que una escopeta es del calibre 12, por ejemplo, se quiere expresar que con un lingote de plomo de una libra inglesa (453 g) de peso se pueden fundir 12 balas de ese calibre, de tal modo que si en lugar de 12 se obtienen 14, 16 o 20, el tamaño de la bala disminuirá, y lógicamente la boca del cañón de dicha arma también lo hará.

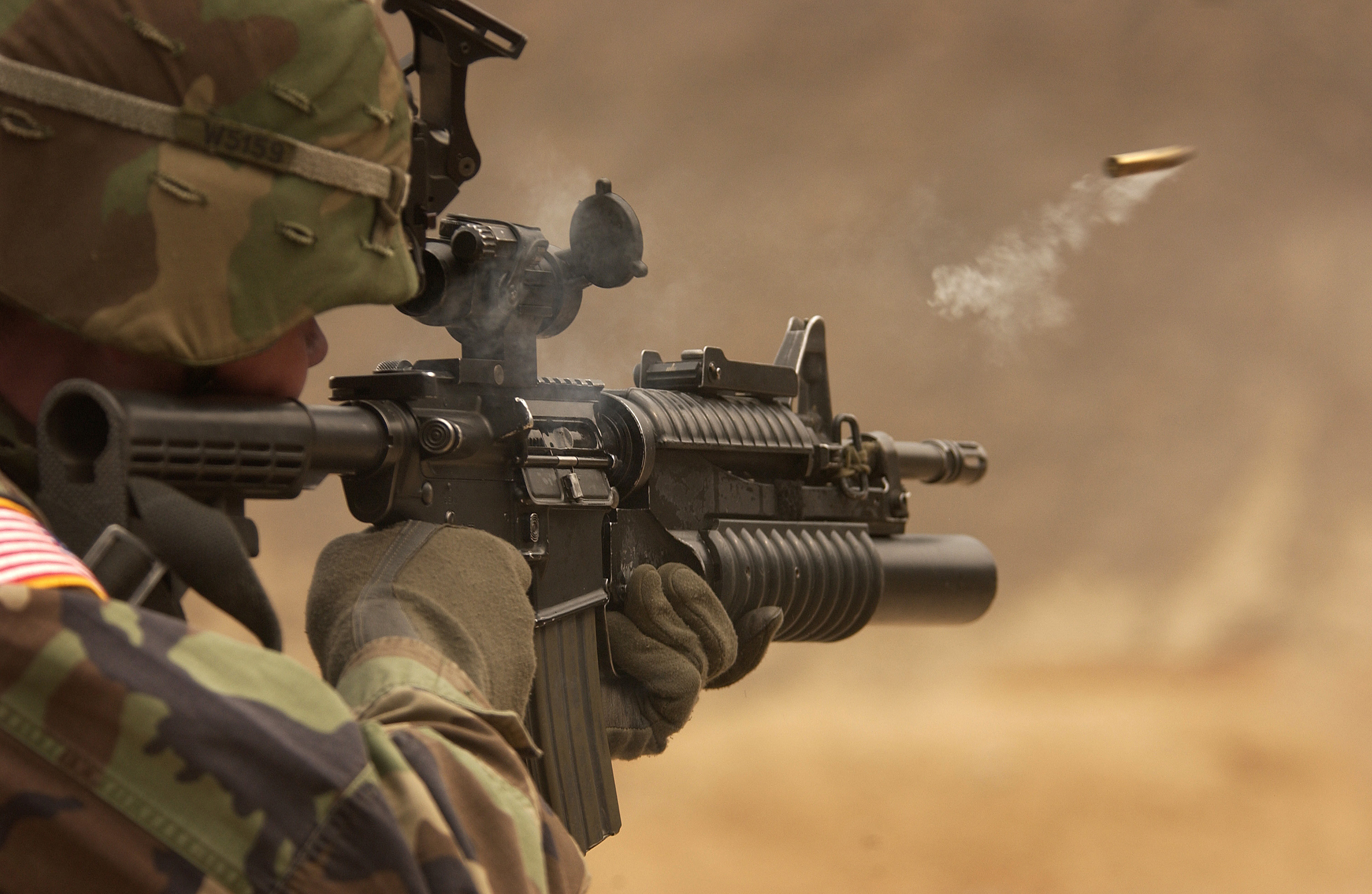
Disparo de arma ligera. Nótese que lo que se ve no es el proyectil, sino el casquillo vacío, expulsado lateralmente.

Lo primero es dividir los tipos de munición para armas ligeras en subsónica y supersónica. Las balas de pistola y revólver normalmente tienen una velocidad inferior a la del sonido (340 m/s) o ligeramente superior. Las balas de fusil, ametralladora, etc. superan ampliamente esta velocidad, con velocidades entre 600 y 1000 m/s. Esto es importante porque las balas supersónicas, incluso cuando atraviesan el cuerpo limpiamente, suelen crear daños graves en los órganos que rodean la herida, incluso cuando no los han atravesado físicamente, y provocan la expansión de la herida debido a la conificación que conlleva la velocidad supersónica. De esta forma, es posible causar gran daño con calibres pequeños, como el.223 (5,56 mm) de los fusiles de asalto OTAN frente a calibres grandes de pistola, como el.357 o.44, aparentemente más poderosos. Aun así, las municiones de grueso calibre para pistola (como las antes citadas) pueden igualar o incluso superar ampliamente la letalidad potencial de muchos fusiles, debido a su mayor calibre (superficie de impacto que transmite la energía que se transforma en daños).
El daño potencial de una bala depende de la energía (velocidad y peso) y tamaño de la superficie de impacto (calibre) que la transmita.
La subsónica suele ser inútil contra chalecos antibalas, la supersónica puede incluso atravesar varios chalecos unos sobre otros a un centenar de metros. Normalmente la subsónica tendrá un cuerpo cilíndrico corto terminado en una punta esférica, mientras que la supersónica tendrá un cuerpo alargado y una punta cónica estirada.
Lo siguiente a tener en cuenta es la estructura física de la bala. Teóricamente, solo son aptas para el combate militar balas totalmente envueltas en una envoltura metálica dura de latón y rellenas de plomo o alguna aleación del mismo. Este tipo de munición, muy extendida, se conoce genéricamente por FMJ (full metal jacket) y tiende a atravesar totalmente el cuerpo. En la práctica tanto en la guerra como por parte de cuerpos policiales y particulares se emplean también municiones modificadas. En muchos países, parte de estas municiones son sólo legales para arma corta o caza con ciertos rifles de gran calibre y baja velocidad, ya que a velocidad subsónica no pueden provocar los destrozos que ocasionarían a supersónica y permiten aumentar lo que se llama el poder de parada de un arma, esto es, su capacidad de detener a un individuo o a una especie peligrosa en caso de caza.
Las modificaciones más habituales son eliminar la cubierta dura en el extremo de la bala o truncar el cono o semiesfera de la punta, de manera que queda al descubierto el núcleo blando de la misma (JSP: munición de punta blanda), o incluso hacer un hueco en la punta con un punzón (lo que se denomina JHP: bala de punta hueca), modificaciones muy típicas en ciertas municiones de revólver o pistola. Al entrar en el cuerpo, la bala se aplasta, expandiendo la punta que queda como una especie de champiñón y frenando su penetración rápidamente, por lo que causa heridas no muy profundas pero anchas y tirando literalmente hacia atrás al que la recibe por la cantidad de energía cinética que dispersa en muy poco tiempo. Esto mismo con munición supersónica provocaría que la bala se partiera o doblara y sus fragmentos se dispersaran en el interior del cuerpo, provocando graves lesiones internas. También se puede aplanar la punta y mantener la envoltura integral para conseguir un efecto de dispersión de energía en poco tiempo.
Otro tipo de bala es la perforante, designada internacionalmente para AP (armor piercing). Es una bala externamente similar a la FMJ, pero en el interior del plomo lleva un núcleo de acero endurecido, tungsteno, uranio empobrecido, que al frenarse bruscamente la bala, y por efecto de la energía cinética, rompe la envoltura y puede llegar a perforar el blindaje que detuvo la bala.
Existen balas con la parte posterior rellena de un material inflamable que va dejando un trazo de luz al dispararlas, denominadas balas trazadoras, y se usan normalmente para comprobar si el apuntado de un arma es correcto. Las balas explosivas o incendiarias solo se emplean excepcionalmente en armas de francotirador de gran calibre para destruir depósitos de materiales o combustible, ya que su manipulación es peligrosa para el que las maneja.
La munición de escopeta consiste en un conjunto de bolas pequeñas de plomo endurecido que pueden ser de pequeño tamaño (perdigones) para caza menor, formando una nube que hace más fácil dar en el blanco en piezas pequeñas, entre 11 y 5 para caza menor, o puede ser más gruesas, entre 3 y 1, para caza mayor. Existe munición especial para escopeta que permite utilizar escopetas semiautomáticas o de repetición como arma de asalto policial o militar por la potencia que proporciona en un solo disparo, que se considera equivalente a una ráfaga de subfusil.

### Mecanismo del disparo
El cartucho se introduce en la recámara del arma de fuego y al tirar de la cola del disparador propiamente dicha, se libere un mecanismo interno, el cual suelta el martillo que impactará con la parte posterior de la aguja percutora, elemento que al golpear la cápsula fulminante causará la deflagración (explosión con llama a baja velocidad de propagación) de la pólvora, la cual impulsa a la punta (parte superior del cartucho llamado bala, que al separarse de la vaina, toma un movimiento de traslación-rotación, debido al rayado del ánima; nutación, precesión y vectorial, ) a liberarse de la vaina, saliendo arrojada fuera del cañón y recorriendo una distancia determinada por la potencia de la carga propulsora (la cual se mide en granos que responde a la cantidad de granos de pólvora utilizados, cada grano tiene un peso de 64  miligramos).

## Munición para artillería
La munición para artillería puede venir como un único conjunto de proyectil y cartucho con propelente o puede venir por separado para piezas grandes. Los proyectiles artilleros suelen ser de un calibre ligeramente inferior al del tubo y llevar una o varias bandas del calibre correcto, de forma que sólo esas bandas están en contacto con el cañón del arma. En cañones y obuses de campaña podemos encontrar de forma general munición fragmentaria antipersonal y munición de alto poder explosivo (internacionalmente designada por HE High Explosive).
Los proyectiles son en general de forma cilíndrica alargada y punta cónica. La munición antipersonal y HE lleva la espoleta en la punta, para detonar inmediatamente al tocar el objetivo. Los proyectiles antipersonal tienen una envoltura de acero grueso que suele estar cortado interiormente, o una envoltura delgada recubierta de esferas metálicas por su cara interna, de forma que al detonar el explosivo que lleva en el interior, la carcasa salta despedazada en pequeños fragmentos en todas direcciones. Se emplea para atacar concentraciones de infantería. La munición HE tiene una envoltura metálica fina, la justa para soportar el disparo, y una gran cantidad de explosivo, de manera que al detonar genera una potente onda expansiva capaz de destrozar personal, vehículos o instalaciones en el área de influencia. Si se van a atacar búnkers o posiciones fortificadas con hormigón armado, se puede utilizar munición de demolición, que tiene una envoltura gruesa de acero endurecido, un núcleo de alto poder explosivo y la espoleta en la base del proyectil, de modo que la punta maciza perfora el hormigón y la energía cinética que se acumula provoca la detonación de la espoleta y el proyectil en el interior del hormigón, demoliendo el área circundante.

## Munición antiblindaje
Los blindados son bastante resistentes a los tipos convencionales de munición artillera, y se han desarrollado una serie de proyectiles especiales para sus propios cañones o para la artillería convencional con el fin de destruirlos.
La munición perforante más primitiva aparece en las Armadas, ya que los buques de guerra fueron los primeros en acorazarse. A un calibre más reducido se adapta en el periodo de entreguerras para la lucha antitanque. Son proyectiles troncónicos de acero con tratamientos especiales que le dan una dureza adicional y que son completamente macizos o lo son en sus 2/3 partes. La eficacia se multiplica si se pone una espoleta en la base del proyectil, con una carga explosiva de alto poder, de forma que cuando el cuerpo macizo atraviesa el blindaje, la base explosiona por la energía cinética acumulada, destruyendo el interior del blindado.
El incremento del grosor de los blindajes y el uso de blindajes en ángulo anulan en gran parte las capacidades de esta munición. Poco antes de la Segunda Guerra Mundial se comienzan a desarrollar soluciones para el problema. Una primera solución es montar sobre la punta perforante una punta prácticamente chata de un material incapaz de perforar el blindaje, como plástico, aluminio e incluso madera. Al tocar una plancha en ángulo, la punta falsa se desintegraba, pero hacía que el proyectil encarara con la punta buena el blindaje.
Mejorando estas ideas se descubrieron las posibilidades de la munición subcalibre o APDS (Armor Piercing Discarding Sabot). Este tipo de munición, que se sigue empleando hoy en día, se fabrica insertando un núcleo estrecho y largo de un material muy duro, en su día aceros especiales y actualmente carburo de tungsteno o uranio empobrecido, en un proyectil de material más "blando" (aluminio o similar), con un tercio aproximado del calibre del cañón para el núcleo del proyectil. Se requiere el uso de un cañón capaz de dar una gran velocidad al proyectil, 1000 m/s o más. Al impactar con el blindaje, se desintegra la punta blanda y la punta larga y estrecha impacta en la coraza, empujada por el resto de la envoltura, que por efecto de la energía cinética literalmente se estampa contra el blindaje. El proceso genera un calor intensísimo que derrite el blindaje en ese punto y hace penetrar el núcleo a altísima temperatura en el interior, proyectando por todo el habitáculo fragmentos del blindaje y del propio núcleo desintegrado.
Aunque se sigue usando la munición APDS de forma parecida a la original, tiene ya un descendiente que la supera, la munición APFSDS (Armor Piercing Fin Stabilized Discarding Sabot) ideada en los años cincuenta. Consiste en un cilindro largo y estrecho (como un dardo), realizado en aleación de tungsteno o uranio empobrecido, con una serie de aletas estabilizadoras y terminado en punta, que va en el interior de un cuerpo de aluminio con la forma de proyectil convencional. Es disparado por el cañón de los tanques a una velocidad entre 1200 y 1700 m/s, y a una distancia determinada, la envoltura se desprende quedando el núcleo estabilizado por las aletas. Al tocar el blindaje, se concentra en una superficie de poquísimos centímetros cuadrados la energía equivalente al impacto de un camión de varias toneladas a gran velocidad. El blindaje se aplasta en la zona y se derrite, generando en el interior una lluvia de material incandescente y fragmentos que aniquila a la tripulación.
Por último quedan los proyectiles HEAT (High Explosive Anti Tank) que se utilizan también en misiles contracarro, ya que la velocidad y energía de impacto es intrascendente para su efectividad. Empezaron a emplearse en la Segunda Guerra Mundial. Exteriormente pueden parecer iguales a un proyectil artillero convencional, pero en el interior disponen de un fino cono metálico, cuya base está en la base de la punta del proyectil y la punta del cono en la base del proyectil, al igual que la espoleta. El espacio entre el cono y las paredes del proyectil está relleno con explosivo de alto poder. Al tocar la punta del proyectil contra el blindaje, se detona la carga, generando por el cono un chorro de gases a temperaturas de miles de grados, que derrite y desintegra el blindaje en el punto y penetra en el tanque, generando una elevadísima presión en su interior y una lluvia de fragmentos, que mata o provoca gravísimos traumas a la tripulación.
La munición subcalibre es relativamente inofensiva contra vehículos ligeros o no blindados, ya que su capacidad se limita a traspasarlos de lado a lado. Sin embargo, si el vehículo blindado tiene una parte del habitáculo en contacto directo con el exterior, la munición HEAT pierde gran parte de su efectividad.